# Epiphone

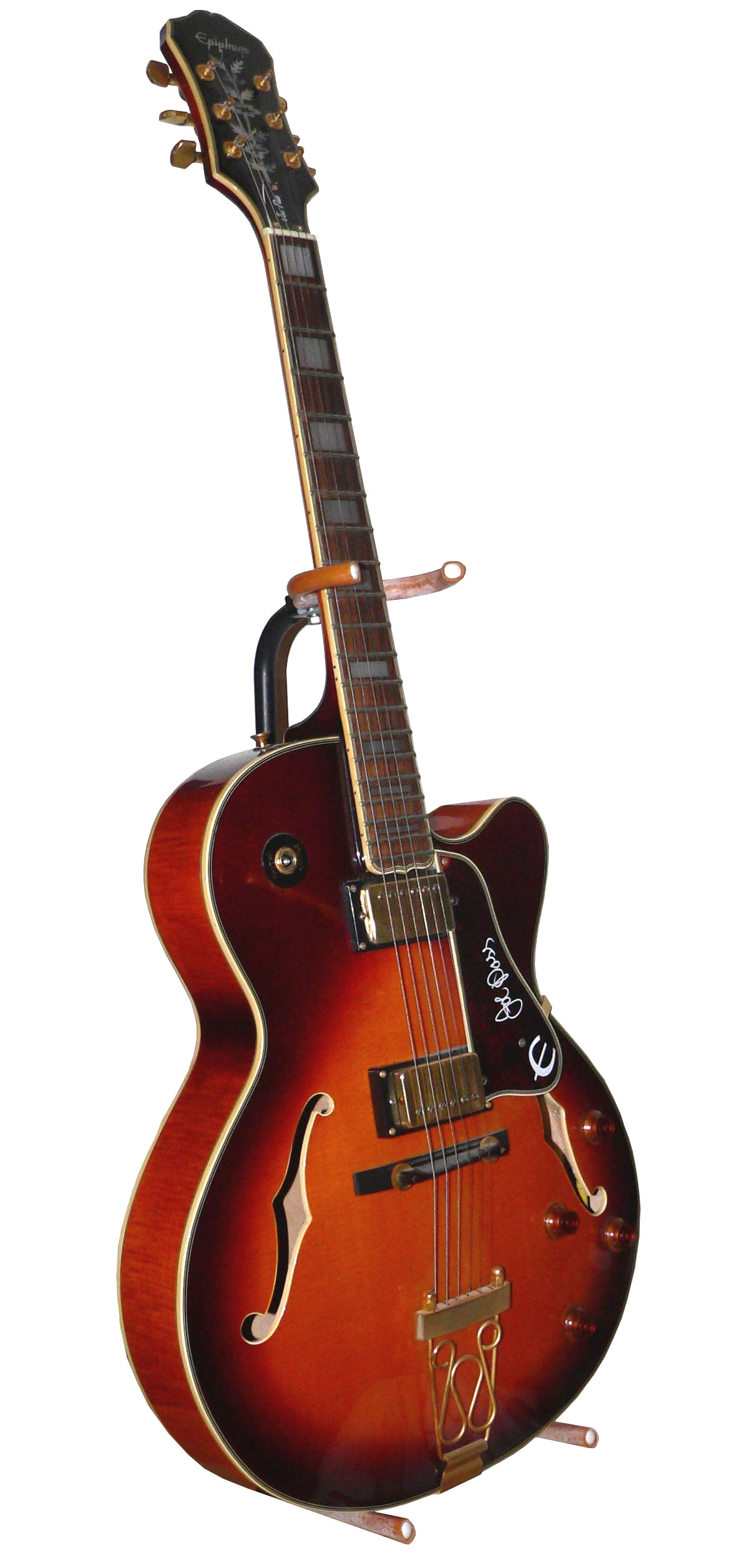
Epiphone Emperor

Az Epiphone mint gitármárkanév, először 1928-ban jelent meg, de a cég már 1873-óta létezik. Nevét a cég elnöke, Epaminondas Statopoulo adta saját beceneve (Epi) és a görög phone=hang szavak összeillesztésével. Kezdetben csak mandolinokat, majd bendzsókat és gitárokat is készítettek.
A harmincas évekre az Epiphone már világmárkává nőtte ki magát minőségben, elismertségben egyaránt.
Az elektronikus gitárok gyártásába is ekkor kezdett. Első szériája Electar névre hallgatott, amely egyénileg állítható master pickupjával majdhogynem behozhatatlan előnyhöz juttatta a versenytársakkal szemben.
Ezt a diadalmenetet a második világháború megszakította, illetve a cég Epaminondas halálával hanyatlásnak indult. A teljes csőd elől 1957-ben a korábbi nagy rivális, a Gibson gitárgyártó cég mentette meg. Megvásárolta, de ígéretéhez híven fel is élesztette a márkát és megkezdte a minőségi termelést. 1970-től a Gibson az Epiphone nevet egy sor Japánban, Koreában, újabban pedig Kínában gyártott gitárjánál használja.

## A cég története
Egy görög fakereskedő család műhelyében kezdődött a vállalkozás, amikor 1873-ban Anastsios Statopoulo megalapította a House of Statopoulot New Yorkban. Fia Epaminondas 1928-ban a cég elnöke volt amikor a nevet Epiphone Banjo Corporation-ra változtatta.
A húszas években a Gibsonnal folytatott egészséges versenyszellemben dobták piacra az Epiphone Recording szériáját, mely nem hozta a várt elismerést, mivel sokan úgy vélik, hogy a rivális Gibson modellekhez képest kicsi volt és kelleténél jobban díszített. A letisztult vonalak a következő szériákban már sokkal inkább domináltak. Érdekesség, hogy a Gibsonnal ellentétben az Epiphone modell neveket adott hangszereinek, pl. DeLuxe, Brodway, Tudor, Windsor stb.
A harmincas években kihozott domború fedlapos akusztikus gitár modelljeiket hamarosan felkapták a vezető jazz zenészek. Ezek a jó minőségű gitárok azóta széles körben keresetté váltak. 
A siker azonban nem bizonyult tartósnak. Epi Statopoulo az 1940-es évek elején meghalt, az Epiphone pedig sohasem indult be igazán a második világháború után. Az ötvenes évek elején adódó üzleti komplikációk egy sor változtatáshoz vezettek, többek között a cég New Yorkból Philadelphiába költözött. Epi testvére, Orphie, aki a cég vezetését átvette, az Epiphone-t 1957-ben eladta a Gibsonnak.
Néhány régi Epiphone név megmaradt például az Emperor és a Broadway, de a legtöbb újonnan készült Epiphone "Gibson-ekvivalens" lett. A Gibson nemsokára már gyártotta is az Olympic Specialt - az Epiphone-nak megfelelő Melody Maker modellt. Ehhez később csatlakozott egy új formájú, tömör testű gitár ami beleillett a Gibson SG szériájába. Az új Epik gyakran kaptak mini-humbucker hangszedőket és Epiphone logót a fejre, néha virágos berakással.
A hatvanas évek elején az Epiphone a Crestwood és a Willshire sorozattal jelent meg. A modellek 1970-ig készültek.
Az Epiphone 1970-ben szűnt meg Amerikában: Ezután Japánban, később Koreában, jelenleg Kínában gyártják. 1989-től kis mennyiségben ismét készítenek Epiphone-t az USA-ban.

## Hatása az elektromos gitárokra
Az Epiphone kezdetben csak akusztikus gitárokat készített, de Epaminondas kreativ vezetésével forradalmian új szabadalmaival piacvezetővé vált az elektromos-akusztikus gitárok gyártásában. Epimanondas a cég kezdetekor is már szoros együttműködésben dolgozott a neves gitárossal, Les Paullal, aki tagadhatatlan szerepet vállalt az első tömör testű gitárok fejlesztésében. Les Paul "fatuskó" néven ismert gitárját az Epiphone gyárában készítette, ami alapján később elkészült a Gibson Les Paul modell.

## A Gibson leányvállalataként
A hetvenes évektől, ahogyan a Fender a Squier-t, a Gibson az Epiphone nevet használja az olcsóbb kategóriájú gitároknál - kezdetben japán, manapság koreai és kínai olcsó kópiák ellensúlyozására. Az Epiphone szinte minden Gibson modellből gyárt saját változatot, illetve néhány saját és egyéb modellt is. Bár az olcsóbb Epiphone-ok mind anyagfelhasználás terén (mahagóni helyett juhar) és összeszerelés tekintetében (ragasztás helyett csavarozás) elmaradnak a hagyományos Gibson minőségtől, de az Epiphone név ma egyet jelent a jó minőségű de megfizethető árú hangszerekkel.

## Az Epiphone ma
Ma is kapható modellek közül néhány példát említve ide tartozik az Epiphone Les Paul 100 Ebony Black, Epiphone Les Paul Special II HS, a két nyakú Epiphone G 1275 Custom Double Neck, Epiphone Flying-V Gothic stb., amelyek már dizájnjukat tekintve is  tekintélyt parancsolnak megszólaltatójuknak. A félakusztikus gitárok is közkedveltek a zenészek körében , ilyen például a Epiphone Casino Natural, Epiphone ES Sheraton II Vintage Sunbrust, Epiphon DOT Natural stb.
A 4 húros basszusgitárok közül érdemes figyelmet szentelni az Epiphone Thunderbird IV, Epiphone EB 3 Bass Black, az Epiphone Embassy 4 Walnut az Epiphone Les Paul Custom Allen Woody WR, vagy az öthúros Epiphone Thunderbird V aktiv elektronikájú típusnak,  illetve a 6 húros elektroakusztikus gitároknál az Epiphone EJ 160 E VC-t, Epiphone SST STUDIO CHET ATKINS NA-t is említhetjük. Kifejezetten balkezeseknek készített verziók közül nem hagyható említés nélkül pl. az Epiphone Paul Custom EB Left Handed vagy az Epiphone Les Paul Standard VS Left Handed. Aki elsősorban a 6 húros akusztikus gitárok iránt érdeklődik, annak érdemes tüzetesen megismerni pl. az Epiphone DOVE vagy az Epiphone EJ 200 VS típusú gitárokat.
Az Epiphone hű maradt gyökereihez is, hiszen mind a mai napig gyárt mandolinokat is pl. az Epiphone MM 20 vagy az Epiphone MM 50 modelleket. Az Epiphone márkanév mindig is szorosan összekapcsolódott az innovációval, mely a versengő piacon meg is hozta  és meg is tartja számára a sikert és világhírnevet.